# Medalla Conmemorativa del 70.º Aniversario de la Victoria en la Gran Guerra Patria de 1941-1945

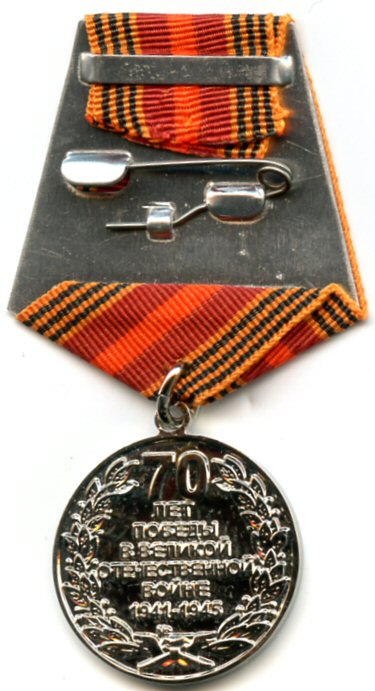
Reverso de la medalla

La Medalla Conmemorativa del 70.º Aniversario de la Victoria en la Gran Guerra Patria de 1941-1945 (en ruso: Юбилейная медаль «70 лет Победы в Великой Отечественной войне 1941–1945 гг.») es una medalla conmemorativa de la Federación de Rusia establecida por decreto del Presidente de la Federación de Rusia N.º 931 del 21 de diciembre de 2013, para conmemorar el septuagésimo aniversario de la victoria soviética sobre la Alemania nazi en la Segunda Guerra Mundial. Sus criterios de adjudicación fueron posteriormente ratificados por el decreto presidencial N.º 175-rp del 4 de junio de 2014.
El 25 de octubre de 2013, por decisión del Consejo de Jefes de Estado de los Estados miembros de la Comunidad de Estados Independientes o CEI, se estableció una medalla conmemorativa única para todos los países de la CEI llamada «Medalla del 70.º Aniversario de la Victoria en la Gran Guerra Patria de 1941-1945».

## Estatuto
La medalla se otorga a :
- Militares y civiles que participaron en las filas de las Fuerzas Armadas de la URSS en hostilidades en los frentes de la Gran Guerra Patria, partisanos y miembros de organizaciones clandestinas que operaron en los territorios temporalmente ocupados de la URSS, así como otras personas galardonadas con las medallasː Medalla por la Victoria sobre Alemania en la Gran Guerra Patria 1941-1945 y la Medalla por la Victoria sobre Japón, o bien un certificado de su participación en la Gran Guerra Patria;[2]

- Trabajadores u otro personal no combatiente, galardonados con la Medalla por el Trabajo Valiente en la Gran Guerra Patria 1941-1945, la Medalla de los Trabajadores Distinguidos, la Medalla de la Distinción Laboral;
- También se concedía al personal civil y militar que recibieron las siguientes medallasː[2]

1. Por la Defensa de Leningrado
2. Por la Defensa de Moscú
3. Por la Defensa de Odesa
4. Por la Defensa de Sebastopol
5. Por la Defensa de Stalingrado
6. Por la Defensa del Cáucaso
7. Por la Defensa de Kiev
8. Por la Defensa del Ártico soviético.

- Personas que hayan trabajado en el período comprendido entre el 22 de junio de 1941 y el 9 de mayo de 1945 durante al menos seis meses, excluyendo el período de trabajo en los territorios ocupados temporalmente por el enemigo;[2]

- Ex prisioneros menores de edad de campos de concentración, guetos y otros lugares de detención creados por los nazis y sus aliados durante la Segunda Guerra Mundial.[2]
- Ciudadanos extranjeros de fuera de la Comunidad de Estados Independientes que lucharon en las fuerzas militares nacionales de la URSS, como parte de unidades guerrilleras, grupos clandestinos y otros grupos antifascistas que hayan hecho una contribución significativa a la victoria en la Guerra Patria y que recibieron galardones estatales de la URSS o de la Federación de Rusia.

La medalla se lleva en el lado izquierdo del pecho y, en presencia de otras órdenes y medallas de la Federación de Rusia, se coloca inmediatamente después de la Medalla Conmemorativa del 65.º Aniversario de la Victoria en la Gran Guerra Patria de 1941-1945.
Cada medalla venía con un certificado de premio, este certificado se presentaba en forma de un pequeño folleto de cartón de 8 cm por 11 cm con el nombre del premio, los datos del destinatario y un sello oficial y una firma en el interior.

## Descripción de la medalla
La Medalla Conmemorativa del 70.º Aniversario de la Victoria en la Gran Guerra Patria de 1941-1945 es una medalla circular de latón plateado con partes esmaltadas en rojo de 32 mm de diámetro con un borde elevado por ambos lados.
En el anverso hay una imagen en esmalte multicolor de la insignia de la Orden de la Guerra Patria de 1.º grado. Entre los rayos inferiores de la estrella de la insignia de la orden están grabados los números «1945» y «2015».
En el reverso, en la parte central, hay una inscripción que dice: «70 AÑOS DE VICTORIA EN LA GRAN GUERRA PATRIA 1941-1945» (en ruso: "70 лет Победы в Великой Отечественной войне 1941–1945"). La inscripción está bordeada por una corona de laurel, cuyas ramas están entrelazadas en la base con una cinta.
La medalla está conectada con un ojal y un anillo a un bloque pentagonal cubierto con una cinta de muaré de seda color burdeos oscuro. Ancho de la banda - 24 mm. En el medio de la cinta hay una franja roja de 3 mm de ancho. A lo largo de los bordes de la cinta hay tres franjas negras y dos franjas naranjas, cada una de 1 mm de ancho. Las franjas negras extremas están bordeadas por franjas naranjas de 0,5 mm de ancho.

## Galardonados
Lista parcial de los galardonados con la Medalla Conmemorativa del 70.º Aniversario de la Victoria en la Gran Guerra Patria de 1941-1945ː 
- William D. Hahn (Armada de los Estados Unidos) recibió la medalla por su servicio en la Segunda Guerra Mundial a bordo del acorazado USS Alabama en apoyo de los convoyes del Ártico.[3]
- Kim Jong-un líder norcoreano.[4]
- Yekaterina Mijailova-Demina médica militar

- las guerrilleras norcoreanas Ri Yong-suk y Pak Kyong-suk.[5]